# 金桥镇 (上海市)
金桥镇是中国上海市浦东新区下辖的一个镇。面积25.28平方公里。户籍人口2.8万人。
2000年，金桥镇与张桥镇合并成立新金桥镇。目前金桥镇镇政府位于原张桥镇镇中心。2021年11月13日，金桥城市副中心正式启动。
2022年8月31日上午，中國首条中心城区自动驾驶开放测试道路在金桥启用。

## 行政区划
金桥镇下辖张桥居委会、永业居委会、佳虹居委会、金浦居委会、阳光第一居委会、金桥碧云社区居委会、金桥新城居委会、城市家园居委会、阳光第二居委会、三桥村村委会、王家桥村村委会、陆行村村委会。